# 민트영어
민트영어(Mint English)는 2007년 설립한 (주)에듀서브에서 운영하는 온라인 영어교육 사이트로 전화영어 서비스와 화상영어 서비스, 영어교육 관련 커뮤니티를 운영하고 있다.
주요 교육 커리큘럼으로는 프리토킹(Free Talking), 원어민 발음과정(Natural Speech), 미국교과과정(American Homeschooling Online Program), 주니어과정(Junior Course), 시니어과정(Senior Course) 등이 있으며, 커뮤니티 사이트를 통해 무료 번역 서비스, 동영상 강의 서비스 등을 제공하고 있다.

## 1. 서비스
북미, 필리핀 강사와 1:1 영어회화 수업을 제공하고 있으며 전화 또는 화상으로 선택할 수 있다. 7분부터 30분까지 본인이 원하는 수업 시간으로 수강이 가능하며 요일을 지정하는 고정수업과 지정하지 않고 24시간 내에 수업을 예약하는 자유수업이 있어, 수강생의 부담을 줄이고 있다.
1:1 영어회화 수업 외에도 맞춤형 피드백(강사 총평, 문장 및 단어 학습, 한줄영작), 복습 콘텐츠, 무료 첨삭 서비스, 자체 실력 테스트 등 영어 공부에 필요한 서비스를 제공하며 동종 업계에서 흔치 않은 무료 3회 수업까지 회원가입만 해도 받아볼 수 있다.

## 1-1. 무료수업 3회
민트영어는 회원들에게 무료로 3회의 수업 체험 기회를 제공한다. 전화 통화나 ZOOM을 통한 화상으로 진행되며, 세 명의 강사가 각각 10분씩 테스트를 실시하고 5가지 주요 영역에 대해 단계별로 다양한 질문을 활용한다.
1. 강사의 안내로 편안한 대화를 통해 유창성을 측정
2. 강사가 읽어주는 세 문장을 따라 말하며 청취 능력과 문장 이해도 평가
3. 일상적으로 쓰이는 영어 표현을 활용해 문장 구성 및 문법 정확도 평가

이를 통해 실제 수업을 미리 경험하고 자신에게 적합한 강사와 수준에 맞는 교재를 파악할 수 있다.

무료수업 3회 바로 신청하기

## 1-2. 수강권 유효기간 (업계 최장)
민트영어는 유효기간에 대한 스트레스가 없다.
민트영어는 동종업계 중 가장 유연하고 긴 수강권 유효기간을 자랑한다. 수강권 유효기간이란, 말 그대로 구매한 수업 횟수를 들을 수 있는 유효 기간을 의미한다. 대부분의 업체는 정해진 기간 내 수업을 이수하지 않으면 수강권이 소멸되며, 연기 횟수나 기간에 제약이 존재한다.
이에 반해 민트영어는 일정이나 컨디션에 따라 수업을 연기할 수 있도록 최대 2년까지 장기 연기를 할 수 있는 구조를 갖추고 있다. 이로 인해 수강생은 수강 시작 시점을 자유롭게 선택할 수 있으며 장기간 학습 공백이 생기더라도 수업을 이어갈 수 있는 유연성을 확보할 수 있다.

수강권 유효기간 왜 중요한지 더 자세히 알아보기

## 1-3. 무료수업 시스템
수업 횟수를 2배 이상 연장
민트영어는 회원들에게 독특한 무료수업 시스템을 제공하고 있다. 회원들은 사이트 내 다양한 활동을 통해 포인트나 민트코인을 획득할 수 있다. 적립된 포인트를 사용하여 현재 수강 중인 수업의 횟수와 기간을 무료로 연장이 가능하다. 회원들은 포인트를 통해 원래 결제한 수업 횟수만큼 추가로 수업을 들을 수 있다. 예를 들어, 120회 수업을 결제했다면 포인트로 최대 120회를 추가로 들을 수 있다.

민트영어 수강생의 98.7%가 결제한 횟수보다 더 많은 수업을 듣고 있으며, 대부분의 수강생들이 2배 이상의 수업을 듣고 있다. 포인트 획득 방법이 어렵지 않아 수강생들이 혜택을 많이 누릴 수 있으며 수강생들의 비용 부담을 크게 줄여주는 역할을 한다.

## 1-4. 강사 채용 시스템
민트영어는 단순히 원어민이라는 이유로 강사를 채용하지 않는다. 수강생이 원하는 강사를 채용하기 위해 수강생 평가를 강사 채용 과정에 반영하고 있다. 이러한 방식은 고객 중심의 운영 철학을 유지하면서도 강사의 질을 높여, 수강생 수업 만족도를 극대화하는 구조를 만들어낸다.

또한, 높은 수강생 만족도를 유지할 수 있는 또 다른 비결은 체계적인 강사 평가 시스템에 있다. 민트영어에서는 모든 수업이 끝난 후, 수업의 질과 강사의 태도에 대한 설문 조사를 진행한다. 또한, 강사 후기 작성과 이달의 추천 강사 등 다양한 강사 평가 시스템을 통해 지속적으로 개선점을 찾아내고 있다.

## 2-1. 필리핀 강사 VS 북미 강사
민트영어에서는 필리핀, 북미 수업 모두 진행하고 있다.
필리핀 강사는 우리나라와 문화적 유사성으로 인해 수강생과의 소통이 수월하고 친근감을 쉽게 형성할 수 있다. 또한, 경제적인 측면에서도 접근성이 높아 초보자들에게 적합하다. 발음에 대한 우려가 있는 수강생들을 위해 민트영어에서는 실제 강의 예시를 제공하고 있다.

북미 강사 수업은 문화적 다양성을 체험하며 실용적인 표현과 정확한 발음을 학습할 수 있는 기회를 제공한다. 또한, 타 업체와 비교했을 때 합리적인 가격으로 북미 강사의 수업을 들을 수 있다.
민트영어는 강사의 국적에 상관없이 지속적인 평가와 교육을 통해 우수한 강의 품질을 유지하고 있다. 덕분에 수강생들의 높은 만족도를 확보하고 있다.

## 2-2. 고정수업 vs 자유수업
민트영어에는 고정수업과 자유수업 2가지가 있다.
고정수업은 시간/강사를 선택하여 정해진 요일과 시간에 수업을 듣는 방식이다. 주 수업 횟수에 따라 요일이 정해져 있다.
- 주 2회: 화, 목
- 주 3회: 월, 수, 금
- 주 5회: 월, 화, 수, 목, 금

반면 자유수업은 24시간 이내에 원하는 시간과 강사를 선택하여 수업을 예약하는 유연한 방식이다. 정해져 있는 주 수업 횟수를 자유롭게 채워서 수강하면 된다. 이 경우 매번 다른 시간과 강사를 선택할 수 있다.

## 2-3. 수업 변경
일반적인 온라인 영어 학습 플랫폼과 달리, 민트영어에서는 다음과 같은 무료 변경 옵션을 제공하여 수강생들의 높은 유연성을 제공하는 것이 특징이다.
- 강사 변경
- 수업 일정 조정
- 교재 변경
- 수업 방식 변경 (전화영어↔화상영어)

위 변경은 횟수 제한 없이 무료로 가능하다.

수강생의 학습 수준에 맞지 않는 교재를 사용하고 있거나 새로운 강사와 수업을 원할 경우, 언제든지 무료로 변경이 가능하다. 특히 '자유수업'으로 수강하는 경우, 매 수업마다 원하는 강사, 시간, 교재를 선택할 수 있어 더욱 유연한 학습이 가능하다. 또한, 예기치 못한 일정 변경에도 대응할 수 있도록 수업 연기 및 취소 기능이 있으며 이는 수강생이 자신의 일정에 맞춰 효율적으로 관리할 수 있게 한다.

## 2-4. 교재
민트영어는 수강생의 영어 실력을 단계적으로 향상시킬 수 있는 체계적인 커리큘럼을 제공한다. 학습자의 목표에 따라 다양한 교재를 선택할 수 있으며 주요 커리큘럼은 다음과 같이 분류된다.
- 기초 회화: 영어를 처음 배우는 초보자를 위한 과정
- 토론 및 실용영어: 일상생활과 비즈니스에서 활용 가능한 표현 학습
- 여행/비즈니스 영어: 해외 여행 및 업무 상황에서 필요한 실용적인 표현
- 시험 대비: 오픽(OPIc), 토플(TOEFL), 아이엘츠(IELTS)와 같은 국제 영어 시험 준비
- 주니어 과정: 어린 수강생을 위한 맞춤형 교재와 학습 단계

각 교재에는 추천 레벨이 명시되어 있어 수강생이 자신의 수준에 적합한 교재를 선택할 수 있다. 또한, 하나의 교재 내에서도 여러 단계로 구성되어 있어 심화 학습도 가능하다. 교재 선택 및 변경에 횟수 제한과 추가 비용이 없다는 점이 큰 장점으로, 수강생의 필요에 따라 자유롭게 조정할 수 있다.

## 3-1. 피드백
강사와 AI를 동시에
민트영어는 수강생들이 효과적으로 복습할 수 있도록 다양한 피드백 시스템을 제공한다. 수업 중 실수했던 문장을 교정하고 다시 연습할 수 있으며, AI 시스템을 활용해 영작 및 검토가 가능하다. 내 강의실에서 쉽게 피드백을 확인할 수 있고 강사 총평, 문장, 단어, 한줄영작, 오늘의 영어 표현 등을 학습할 수 있다.

## 3-2. 얼굴철판딕테이션
민트영어의 '얼굴철판딕테이션' 학습법은 수업 내용을 효과적으로 복습할 수 있는 방법이다. 수강생들은 수업 녹음 파일을 다운로드 받아 반복해서 듣고 받아쓰기를 하며, 듣기와 말하기 실력을 동시에 향상시킬 수 있다. 민트영어에서 개발한 전용 프로그램을 활용하면 더욱 편리하게 진행할 수 있다. 이 방법은 영어 문장 구조와 표현 방식을 자연스럽게 익히는 데 효과적이다.

## 3-3. 무료 영어 첨삭
민트영어 회원이라면 누구나 매일 무료로 영어 작문을 첨삭 받을 수 있다. 첨삭 받고자 하는 본인이 원하는 내용으로 최대 A4용지 두 장 분량까지 가능하다. 특별히 강사가 직접 첨삭을 진행하고 이는 수강생들이 영어 작문 실력을 효과적으로 향상시킬 수 있도록 돕는다.

## 3-4. 브레인 워시
민트영어에서만 볼 수 있는 '브레인워시' 학습법은 영어 문장을 자연스럽게 구사할 수 있도록 체화시키는 훈련법이다. 수강생은 150개의 영어 문장을 준비하고 지정된 시간에 학습 매니저가 전화로 테스트를 진행한다. 모든 질문에 영어로 답변해야 하며 최대 10차까지 도전할 수 있다. 이 방법은 단순한 암기 이상으로 실제 상황에서 영어를 자유롭게 사용할 수 있도록 돕는다.

## 3-5. MSET
민트영어 수강생이라면 누구나 60일마다 무료로 MSET(민트 스피킹 테스트)를 응시할 수 있다. MSET은 발음, 유창성, 어휘 말하기, 문법, 듣기, 언어 기능 등 7개의 영역으로 구성된 언어 구사 능력 테스트로, 전문적인 평가를 받을 수 있다.
이 시험은 언어분석팀 소속의 검증된 전문 평가관이 진행하며, 약 30분 정도 소요된다.

## 4. 관련 기사
- 2017년부터 9년 연속 브랜드 선호도 1위 수상
- 중소기업 교육업계 최초 CCM(소비자중심경영) 인증
- 2024년 상반기, 신규회원 수 전년도 대비 63.5% 증가
- 2025 서울형 강소기업 선정
- 2025 여가친화인증기업 선정
- 2024 구로구 일자리 창출 우수기업 선정